# 유경 (남릉후)
유경(劉慶, ? ~ 기원전 87년)은 전한 중기의 관료이자 제후로, 조경숙왕의 아들이다.

## 행적
무제 때 남릉후(南陵侯)에 봉해졌다.
무제 후2년(기원전 87년), 패군태수 재임 중 황제를 기만한 죄로 옥사하였다.

## 출전
- 반고, 《한서》 권15상 왕자후표 上